# Čaprazlije
Čaprazlije su naseljeno mjesto u gradu Livnu, Federacija Bosne i Hercegovine, BiH. Udaljenost od Livna iznosi oko 30 kilometara.
Najstariji poznati zapis u kojem se spominje selo Čaprazlije, izvještaj je biskupa Dragičevića iz 1741. godine. On je tada vršio kanonsku vizitaciju u selima Livanjskog polja gdje su živjeli katolici, i napravio izvještaj koji se čuva kao arhivski materijal. Nešto određenije o Čaprazlijama zapisao je fra Grga Lozić, koji je nekada bio na svećeničkoj dužnosti u Lištanima. 
On tvrdi da su se Čaprazlije nekad zvale Skučani, a poslije pogibije Čaprazli-bega na Brižinama, selo se naziva Čaprazlije.
U crkvenim maticama nekih župa, Čaprazlije su zapisane pod nazivom Sarumiševo. Postoje još neke teorije da je selo ime dobilo od starinske riječi čap (čep), te glagola razliti.
Naime, za vrijeme podvodnja, od listopada do kraja ožujka, ponori koji se nalaze u neposrednoj blizini sela bivaju zagađeni, pa se stvori čep i ostatak vode se razlijeva po okolnom zemljištu. Do začepljenosti ponora dolazi jer voda na ponorskim pukotinama odlaže različito raslinje i druge predmete, koji začepe ponore.
Čaprazlije se nalaze ispod Dinare tj. ispod njezinih vrhova Veliki i Mali Sokolac, Samara, Cjepala i Poviruše. Selo je smješteno između Rujana na jugu i Prova na sjeveru. U pravcu sjeveroistoka, na udaljenosti 5 km preko polja nalazi se selo Čelebić. Čaprazlije zauzimaju prostor od Jaruge, kojom teče voda u ponor Mišija Peča, i Hrgovića kuća, do donjih Maljkovića na drugoj strani sela. U Čaprazlijama su živjeli Hrvati i Srbi. Hrvati uz Rujane, Srbi prema Provu.

## Stanovništvo

### 1991.
Nacionalni sastav stanovništva 1991. godine, bio je sljedeći:
ukupno: 198
- Srbi - 156
- Hrvati - 40
- ostali, neopredijeljeni i nepoznato - 2

### 2013.
Nacionalni sastav stanovništva 2013. godine, bio je sljedeći:
ukupno: 51
- Hrvati - 38
- Srbi - 13

## Vanjske poveznice
- http://www.relax-livno.com/zanimljivosti/Livanjska_sela.htm  Arhivirana inačica izvorne stranice od 6. ožujka 2010. (Wayback Machine)